# 메이스 브라운
메이스 스탠리 브라운(영어: Mace Stanley Brown, 1909년 5월 21일~2002년 3월 24일)은 미국의 프로 야구 선수이자 스카우트, 코치이다. 메이저 리그 베이스볼(MLB)에서 주로 구원 투수로 뛰었으며, 10시즌 동안 피츠버그 파이리츠, 브루클린 다저스, 보스턴 레드삭스에서 뛰었다. 통산 성적은 387경기(선발 55경기) 출전해 76승 57패, 44세이브, 3.46의 평균자책점이다.